# Union-Eisenwerke (Pinneberg)
Die Union-Eisenwerke waren von 1856 bis in die 1960er Jahre eines der bedeutendsten Industrieunternehmen in Pinneberg, das zeitweilig über 700 Mitarbeiter beschäftigte.

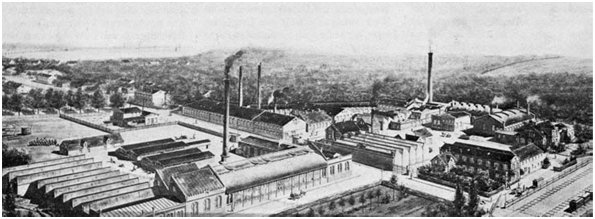
Die Werksanlagen im Jahr 1875
(Druckgrafik im Besitz des Stadtmuseums)
Die Darstellung zeigt das spätere Werk I. Die Gebäude wurden in den 1960er und 1980er Jahren vollständig abgerissen und durch Wohnbebauung ersetzt.

## Gründung und erste Jahre
Die Werke entstanden 1856 in Pinneberg, gegründet vom Stahlgroßhändler Schemman und dem Metallwarenfabrikanten Thiel. In der Fabrik an der Schauenburger Straße wurden verzinnte gestanzte Geschirre produziert.

## 1868 bis 1878 (Gebrüder Miether)
1868 kauften die Gebrüder Miether das Werk auf, zwei Jahre später machte die Firma ein beachtliches Geschäft im Rüstungsbereich: Sie lieferte Heeresgeschirr im Deutsch-Französischen Krieg 1870/71.
Der Werksdirektor Theodor Miether galt als sozial gesinnter Unternehmer, der großes Ansehen bei seinen Arbeitern genoss. Er gründete eine Betriebskrankenkasse, eine Sterbekasse für die Belegschaft und verkürzte die tägliche Arbeitszeit von sich aus auf zehn Stunden. In Pinneberg wirkte er in der Verschönerungskommission mit sowie bei der Vorbereitung einer Berufsschule.
Um Kapital für eine Emaillefabrik mit Walzwerk zu erlangen, wandelte sich die Firma 1872 in eine Aktiengesellschaft um. Das Werk beschäftigte zu diesem Zeitpunkt 300 Mitarbeiter. Die Produktion wurde von verzinntem auf emailliertes Geschirr umgestellt, die beabsichtigte Expansion schlug aber fehl.
1876 entdeckte die Revisions-Commission gefälschte Bilanzen. Außerdem waren Dividenden unrechtmäßig verteilt worden. In der Folge kam Theodor Miether in Untersuchungshaft, 1878 meldete die Aktiengesellschaft Konkurs an.

## 1878 bis 1898 (Herman Wupperman)

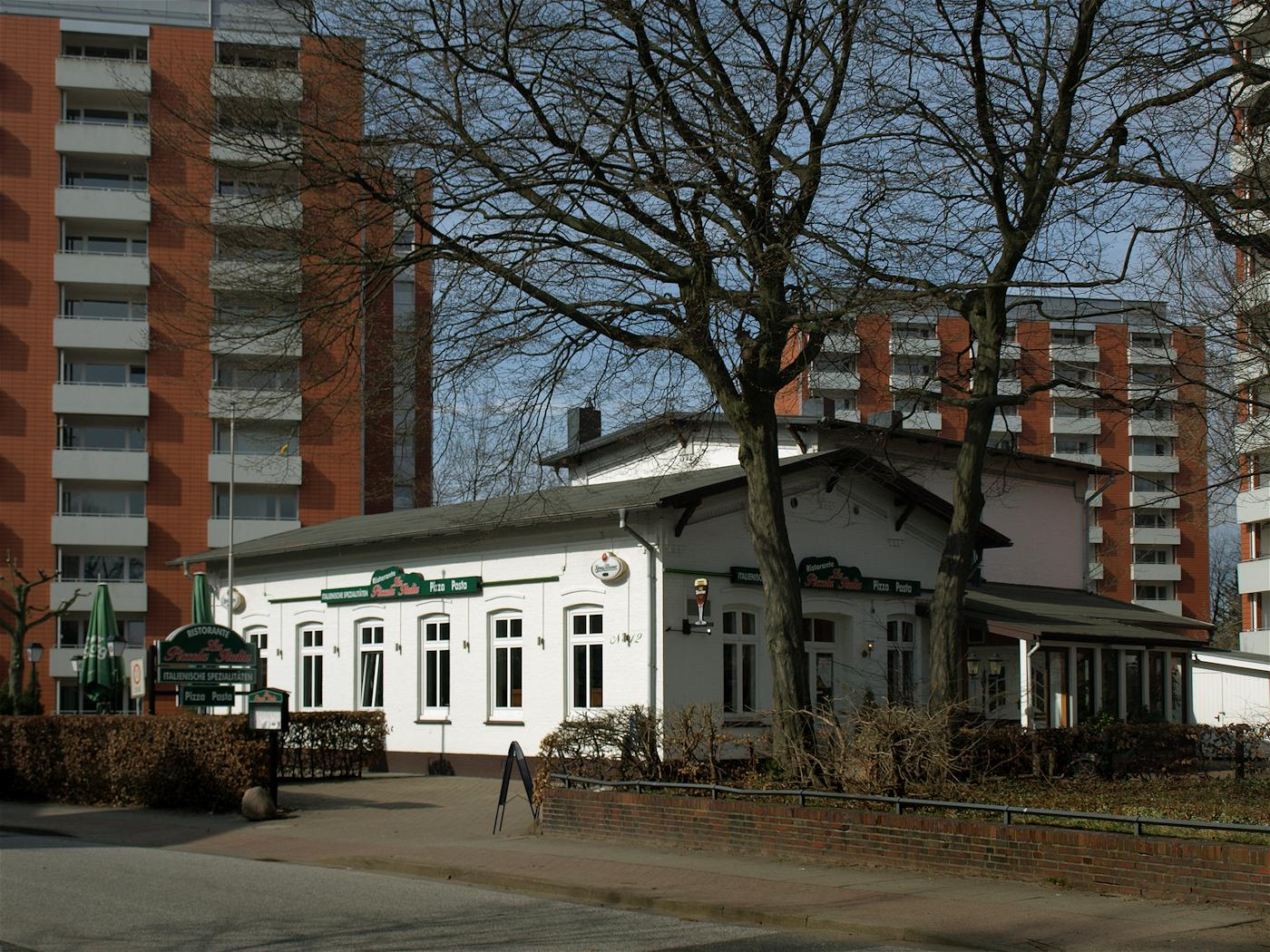
Das Gebäude der ehem. Kochschule wurde 2015 abgerissen.

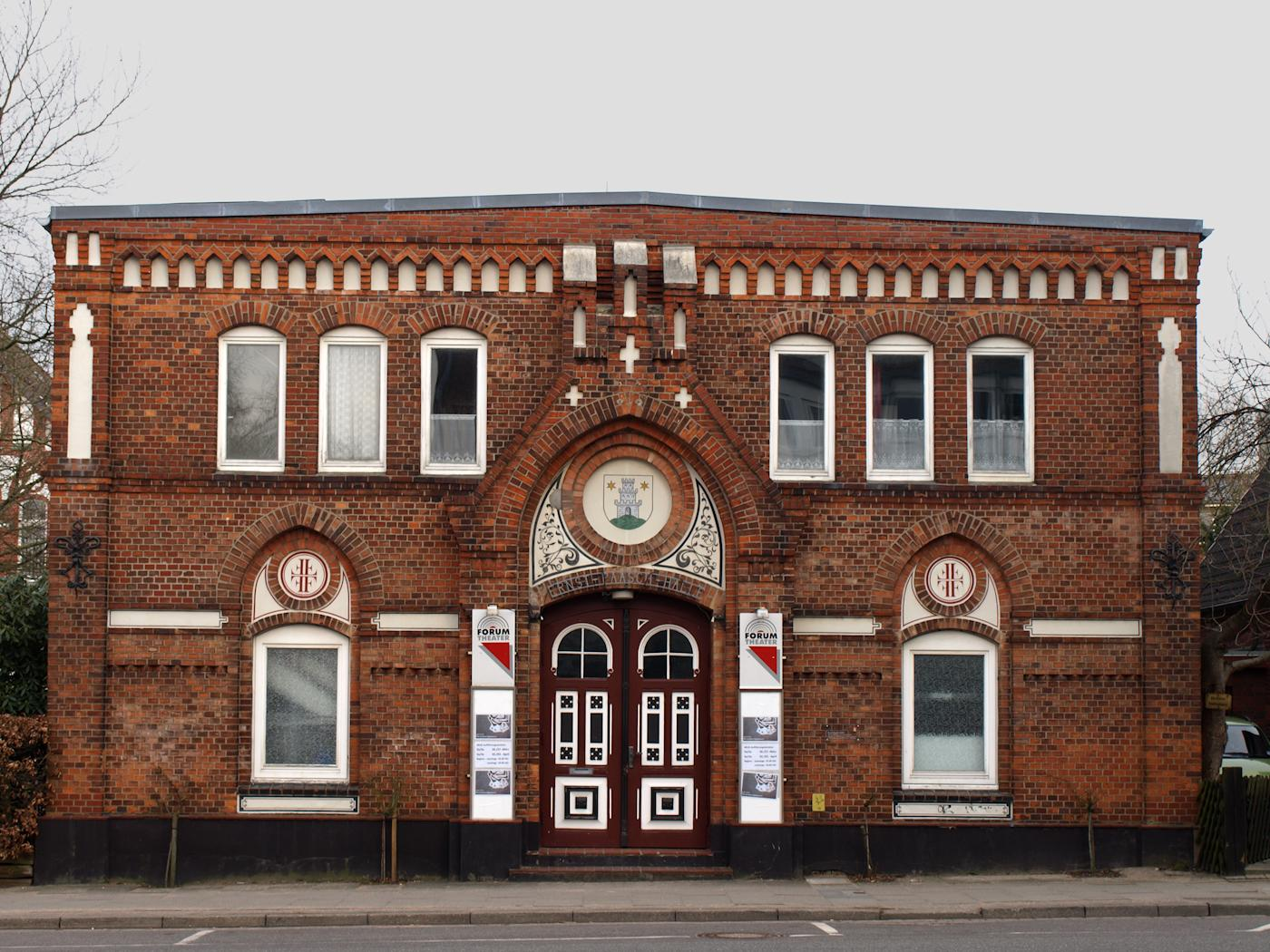
Auch die Turnhalle Lindenstraße -heute „Ernst-Paasch-Halle“- gehört zu den sozialen Leistungen von Herman Wupperman.

Im selben Jahr erwarb Herman Wupperman die Fabrik. Der am 5. Dezember 1852 in Seguin (Texas) geborene Unternehmer entstammte der 1848 in die Vereinigten Staaten ausgewanderten deutschen Familie Wuppermann aus Barmen (siehe Familiengeschichte Wuppermann in den Weblinks). Die geänderte Schreibweise seines Namens ist eine Anpassung an die amerikanische Aussprache. Wupperman behielt sein Leben lang die amerikanische Staatsbürgerschaft, weshalb er und seine Nachfahren auch die Namensschreibweise beibehielten. Unter Herman Wuppermans Leitung wurde das Emaillierwerk zu einem modernen, am Weltmarkt orientierten Industriebetrieb ausgebaut und erweitert. Um 1900 hatte die Fabrik 600 Mitarbeiter bei einem Jahresumsatz von ca. drei Millionen Mark. Über 60 % der hergestellten Produkte wurden exportiert.
Ein weiterer Schwerpunkt der Unternehmensentwicklung lag in den im Gefolge der staatlichen Sozialgesetzgebung in den 1890er Jahren aufgebauten Wohlfahrtseinrichtungen, die die staatliche Fürsorge ergänzten und übertrafen. Durch freiwillige Zusatzleistungen und soziale Einrichtungen befestigte Wupperman die soziale Absicherung seiner Arbeiterinnen und Arbeiter: Im ehemaligen Pinnebergerdorf ließ er ab 1891 Werkswohnungen errichten (siehe unten). Es gab Betreuungsangebote für die Werksangehörigen, unter anderem eine Koch- und Haushaltsschule für die Mädchen, die in der Fabrik arbeiteten. Der Frauenanteil in der Belegschaft war schon zu dieser Zeit überdurchschnittlich hoch. Der Wochenlohn betrug 1887 für Männer 18 Mark und für Frauen 8,50 Mark. Wupperman spendete einen Altar für die Christuskirche und ließ an der Lindenstraße eine Turnhalle bauen. Noch zu Lebzeiten entwickelte er eine Rentenzusatzversicherung für seine Beschäftigten, die nach seinem Tod von seiner Witwe Emmeline Wupperman geb. Funcke (1860–1945) als „Wupperman Stiftung“ – ausgestattet mit 300.000 Mark – gegründet und fortgeführt wurde.
Die Familie Wupperman zog 1893 nach Düsseldorf. Fünf Jahre später starb Herman Wupperman nach einem Jagdausflug bei einem Verkehrsunfall in Oberhausen. Der technische und der kaufmännische Direktor führten die Geschäfte in Pinneberg zunächst weiter, bis die Söhne der Wuppermans die Leitung der Fabrik im 20. Jahrhundert übernahmen.

## Das Wupperman-Denkmal
Die Initiative zur Erstellung eines Denkmals zu Ehren des verstorbenen Unternehmers ging von der Arbeiterschaft aus, seine Witwe finanzierte es. Der Entwurf stammt von Clemens Buscher, mit der Ausführung wurde die Düsseldorfer Gießerei Förster und Kracht betraut. Als Standort wählte Emmeline Wupperman das Rondell Hermanstraße/Ottostraße. Die Enthüllung erfolgte am 2. August 1903, fünf Jahre nach dem Tod von Herman Wupperman.

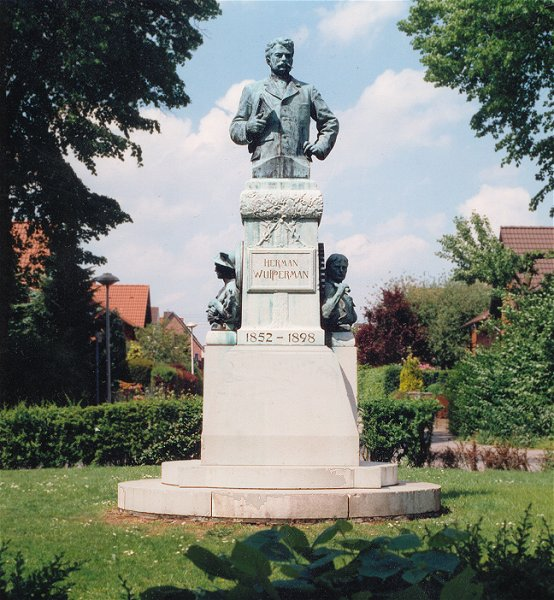
Gesamtansicht des Denkmals
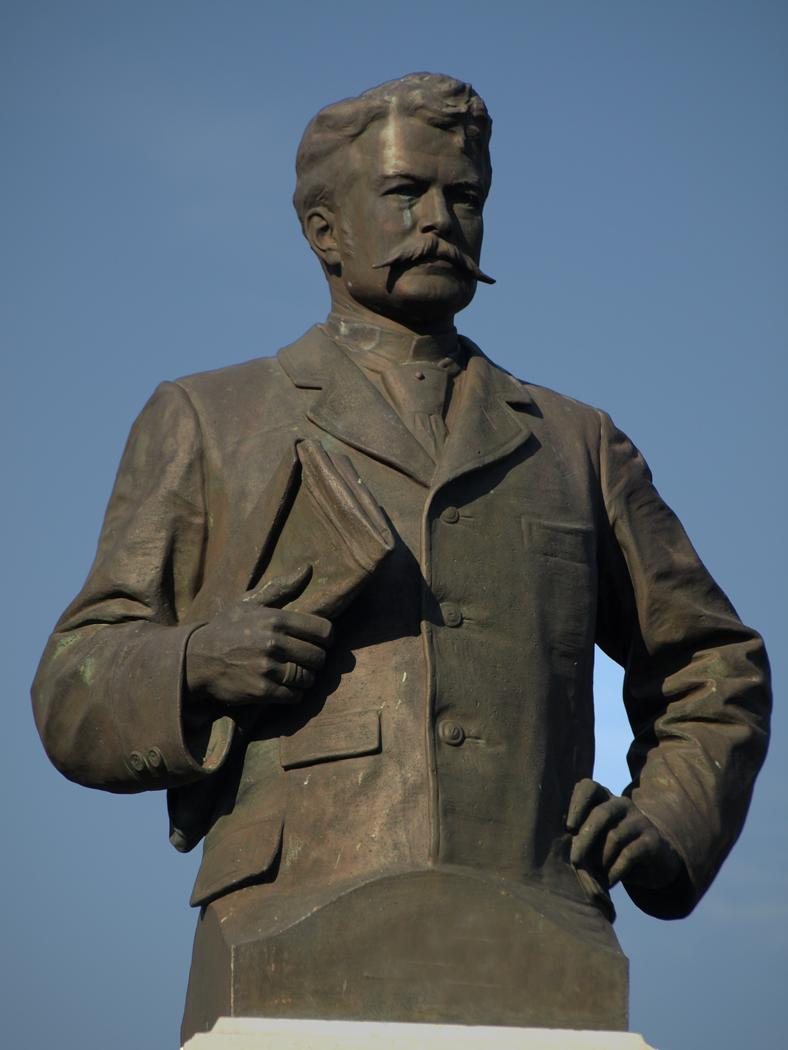
Büste von Herman Wupperman
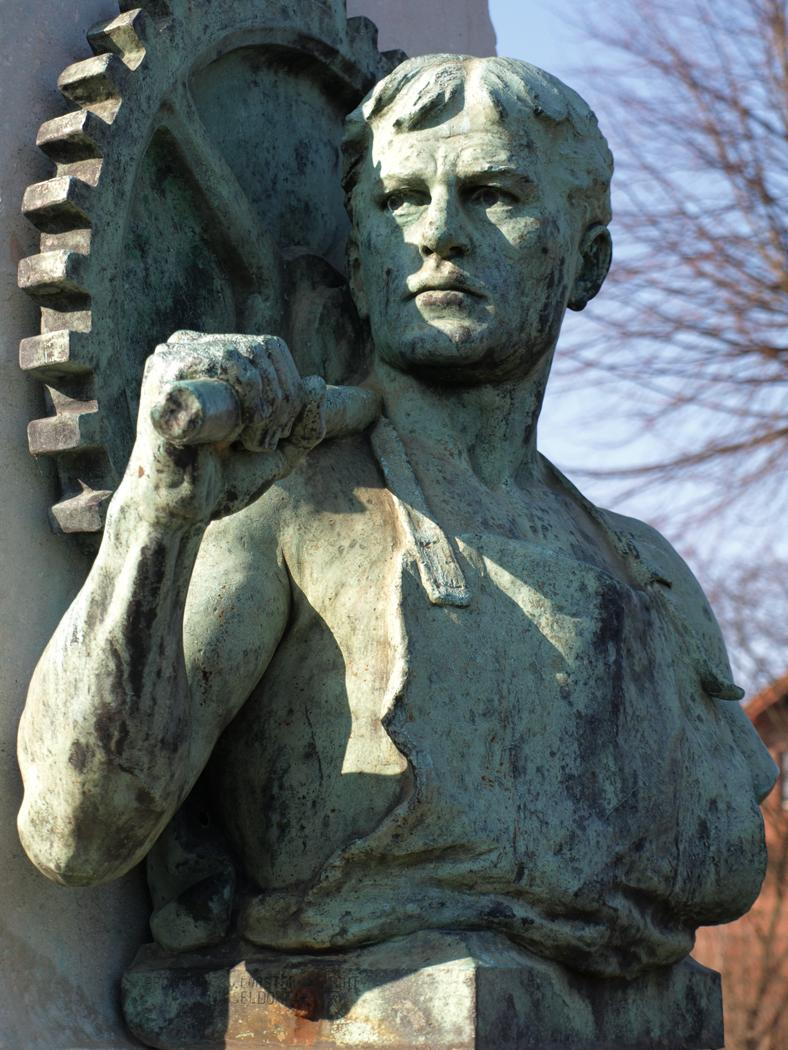
Symbolfigur „Arbeit“ mit Zahnrad und Hammer
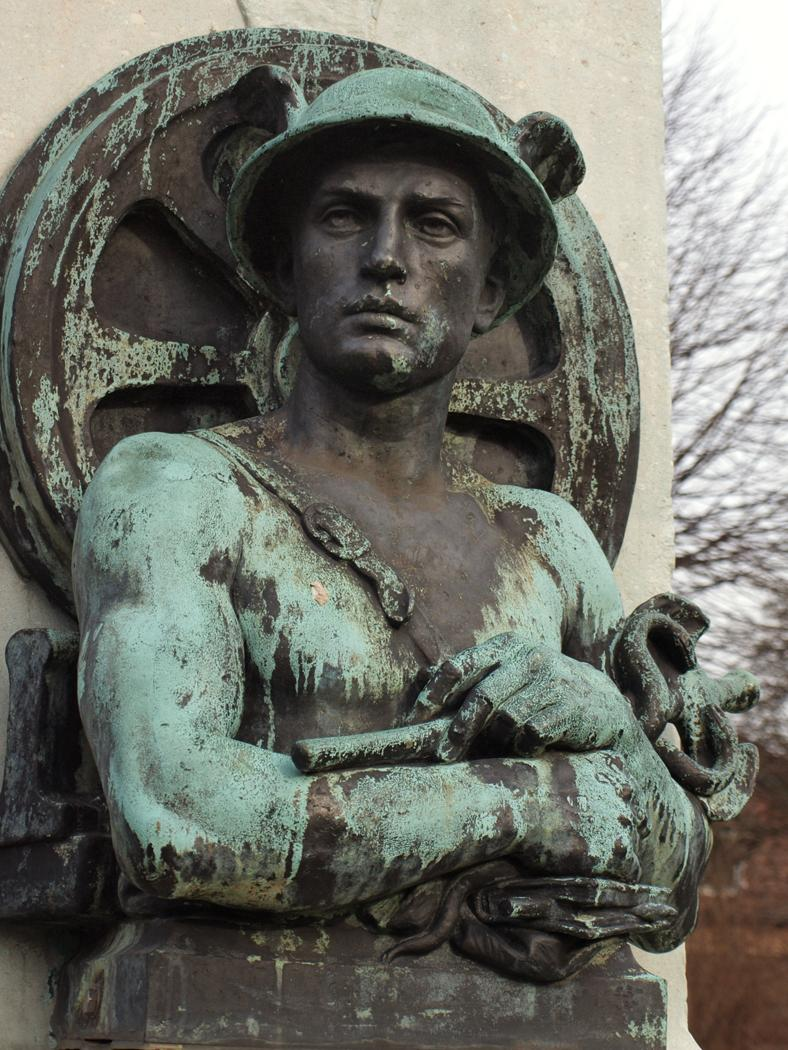
Symbolfigur „Handel“ mit Merkurstab und Eisenbahn- symbolen (Rad und Schiene)

## Von 1900 bis zum Zweiten Weltkrieg (Söhne Wuppermans)
Mit der Erweiterung des Betriebs durch das Werk II an der Hermanstraße im Jahr 1903 wurde der Produktionsprozess optimiert. 1909 trat Wuppermans ältester Sohn Herman Wupperman junior (1882–1963) in die Geschäftsführung ein, 1918 folgte ihm sein jüngster Bruder Otto (* 1889).
Im Ersten Weltkrieg profitierte das Unternehmen vom Bedarf an Rüstungsgütern: Kochgeschirre, Feldkessel, Trinkbecher sowie Einzelteile der Waffenproduktion wurden bei Wupperman hergestellt. Die Frauenarbeitszeit wurde für die Rüstungsproduktion verlängert. Anfang 1917 griffen Hungerunruhen von Hamburg auf Pinneberg über: Arbeiterinnen und Arbeiter von Wuperman stürmten am 26. Februar 1917 die Pinneberger Brotläden. Otto Wupperman, der zu Beginn des Krieges als Kriegsfreiwilliger bei der Eroberung Belgiens schwer verwundet worden war, trat im selben Jahr in das Unternehmen ein und übernahm 1918 die Geschäftsleitung. Er leitete das Unternehmen über 40 Jahre lang und beging 1957 sein 40. Dienstjubiläum.

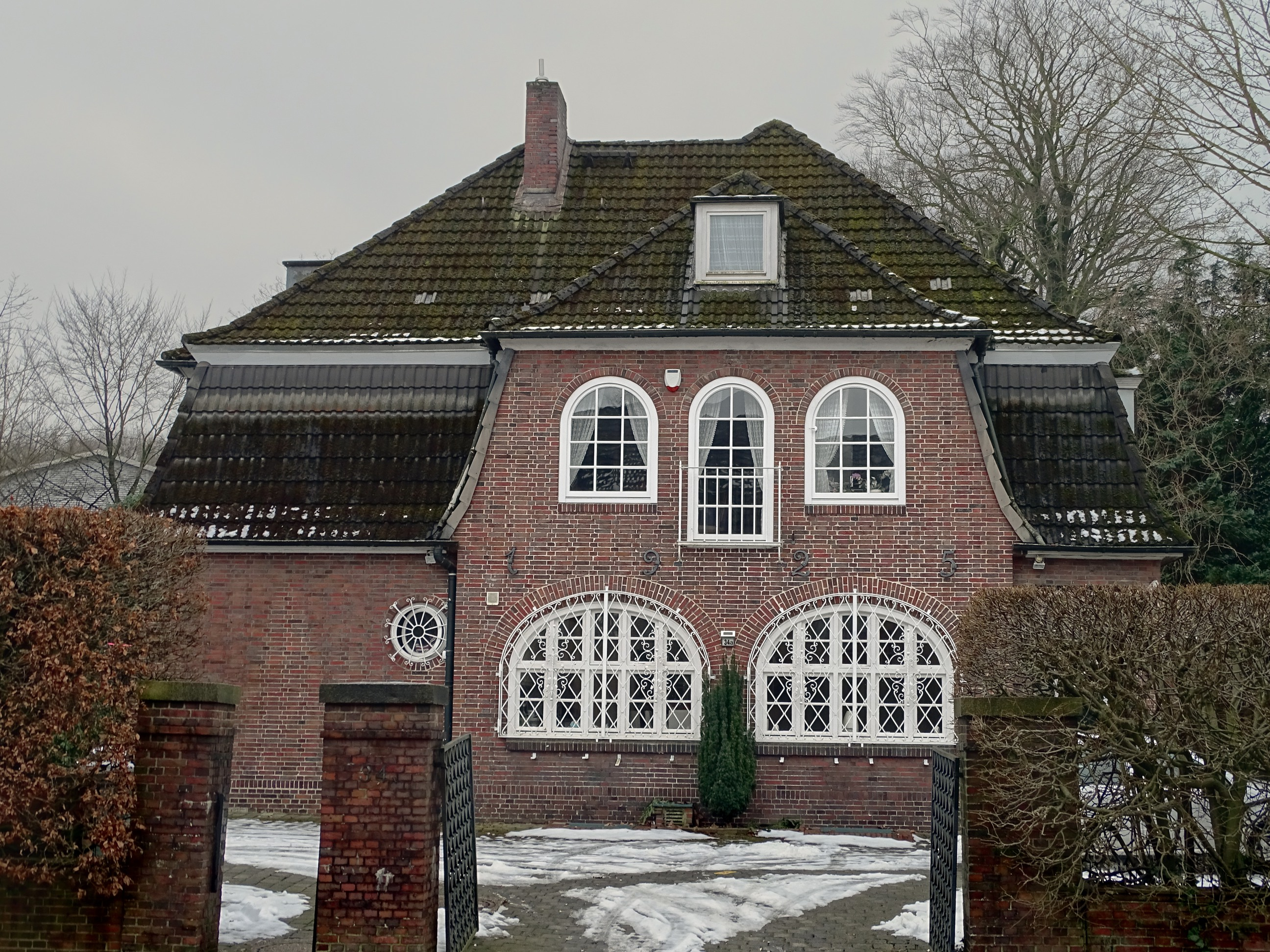
Villa Wupperman von 1925 am Fahltskamp

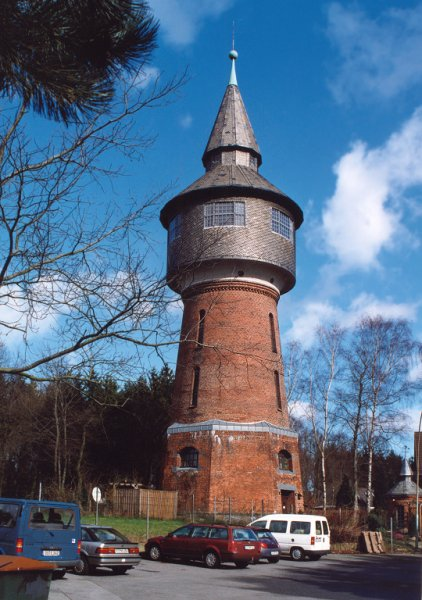
Der Wasserturm gehörte Wupperman, er wurde später an die Stadt verkauft.

Auch nach Kriegsende konnte sich das Unternehmen zunächst behaupten, obwohl der Export darunter litt, dass in den Exportländern zunehmend eigene Emaille-Industrien entstanden. 1925 zählte das Werk 725 Mitarbeiter. 1928 wurde das Unternehmen in eine Aktiengesellschaft umgewandelt. Die Weltwirtschaftskrise ab 1929 ließ die Exportmärkte und auch die heimischen Märkte einbrechen, wovon sich das Unternehmen nie wieder ganz erholte. Das Werk besaß ein Wasserwerk, ein Gaswerk und ein Elektrizitätswerk und nahm mit beiden Teilbetrieben insgesamt eine Fläche von 312.000 m² ein. Diese Kapazitäten konnten nicht mehr voll ausgenutzt werden, 1931 arbeitete nur noch das Werk an der Hermanstraße.
Der Betriebsführer Otto Wupperman setzte große Hoffnungen in den von Adolf Hitler durch Aufrüstung der Wehrmacht versprochenen wirtschaftlichen Aufschwung und unterstützte den neuen Staat. Von einer SPD-Hochburg verwandelte sich Pinneberg in den 1930er Jahren in ein Zentrum nationalsozialistischer Arbeitsfront-Propaganda. Auch im Zweiten Weltkrieg führte die Produktion von Rüstungsgütern wieder zur Vollauslastung. Unter den 560 Beschäftigten arbeiteten zahlreiche Kriegsgefangene und Fremdarbeiter.

## Niedergang in der Nachkriegszeit

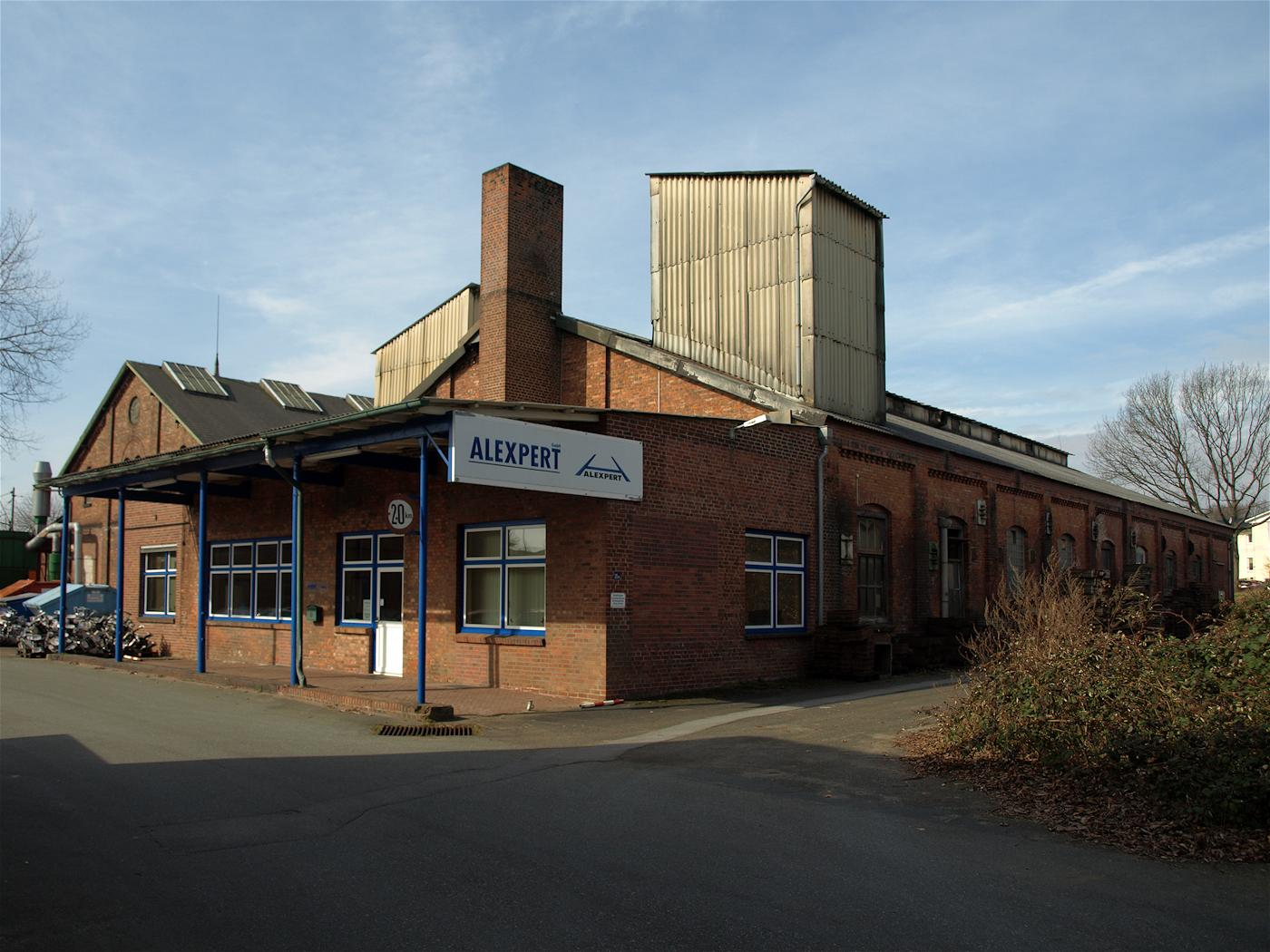
Die Restgebäude an der Hermanstraße werden von anderen Firmen genutzt.
Foto: Eingangsseite 2011

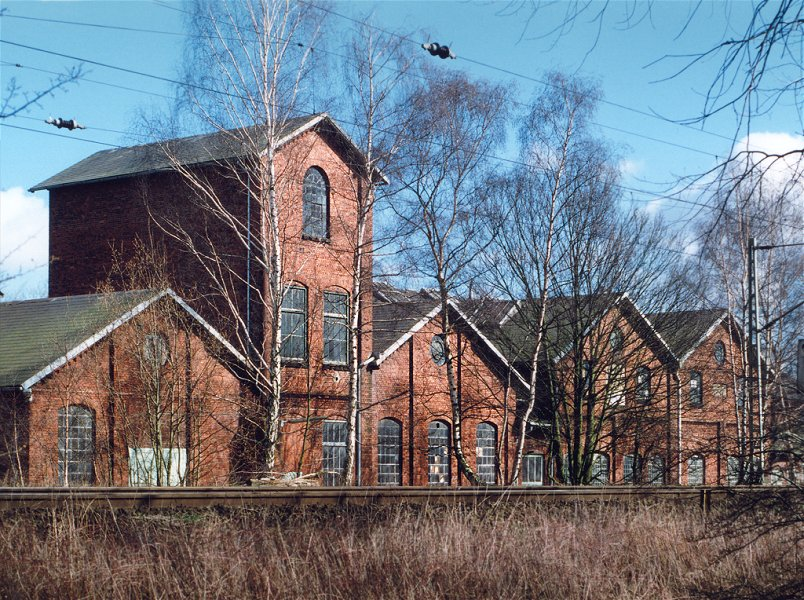
Die Restgebäude von der Bahn aus gesehen – Foto: 2007

Ein letzter Aufschwung zeigte sich nach der Währungsreform 1948, weil die Privathaushalte Nachholbedarf an Haushaltswaren hatten.
In den 1950er Jahren nahm die Produktion fortlaufend ab. Die technische Entwicklung zu Elektroherden machte Emailletöpfe und -schüsseln weniger begehrt; stattdessen wurden in Haushalten zunehmend Kunststoffe, Aluminium und später rostfreier Stahl verwendet. Schon 1952 wurden Teile der Werksanlagen und Grundstücke an die Stadt verkauft, darunter der Wasserturm und das Wasserwerk am Peiner Weg. Später wurden nach und nach weitere Grundstücke veräußert, sodass nur noch das Werk an der Hermanstraße unverändert arbeitete. 1963 erfolgte der Abriss der Hallen am Drosteipark, 1982 musste der Rest der Gebäude des Werks I einer Wohnbebauung weichen.
Rationalisierungsmaßnahmen Anfang der 1960er Jahre hatten keinen langfristigen Erfolg. 1962 kaufte der Gasheizgeräte-Hersteller Haller-Meurer das Restwerk. Die Produktion im Werk II lief noch bis 1984, aber ein tragfähiges Konzept für die erfolgreiche Weiterführung fehlte. 1986 ging die in Hamburg börsennotierte AG in Konkurs.

## Werkssiedlung Wupperman
Am Peiner Weg und an den nach den Söhnen von Herman Wupperman benannten Straßen Hermanstraße und Ottostraße entstand die Werkssiedlung, in unmittelbarer Nähe zu Werk II. Betriebsangehörige konnten hier zu günstigen Mieten wohnen. Die Häuser sind weitgehend erhalten, wenn auch viele Gebäude durch Umbauten verändert wurden. Auffällig ist die Vielgestaltigkeit der Bauformen.

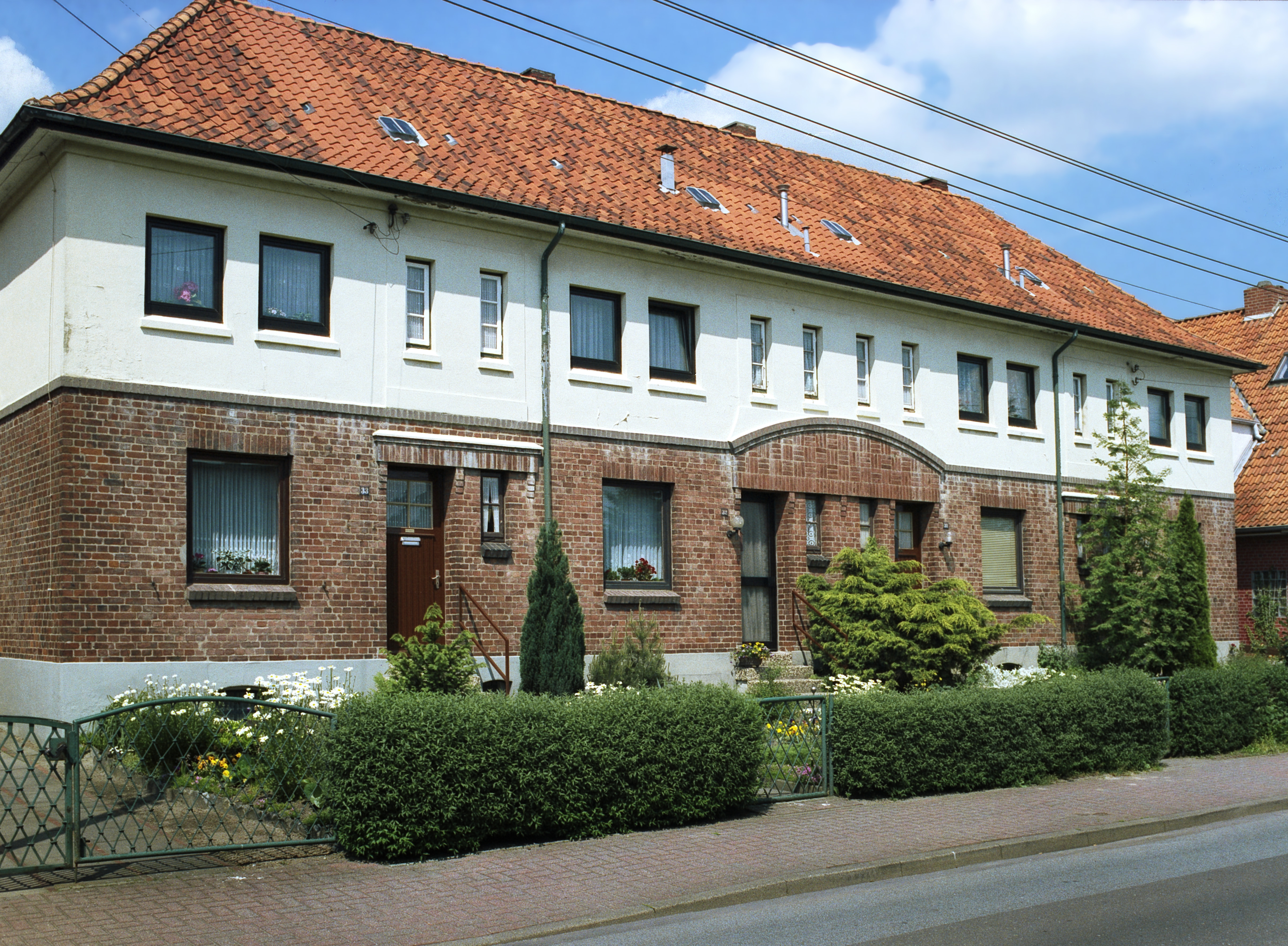
Mehrfamilienhaus am Peiner Weg
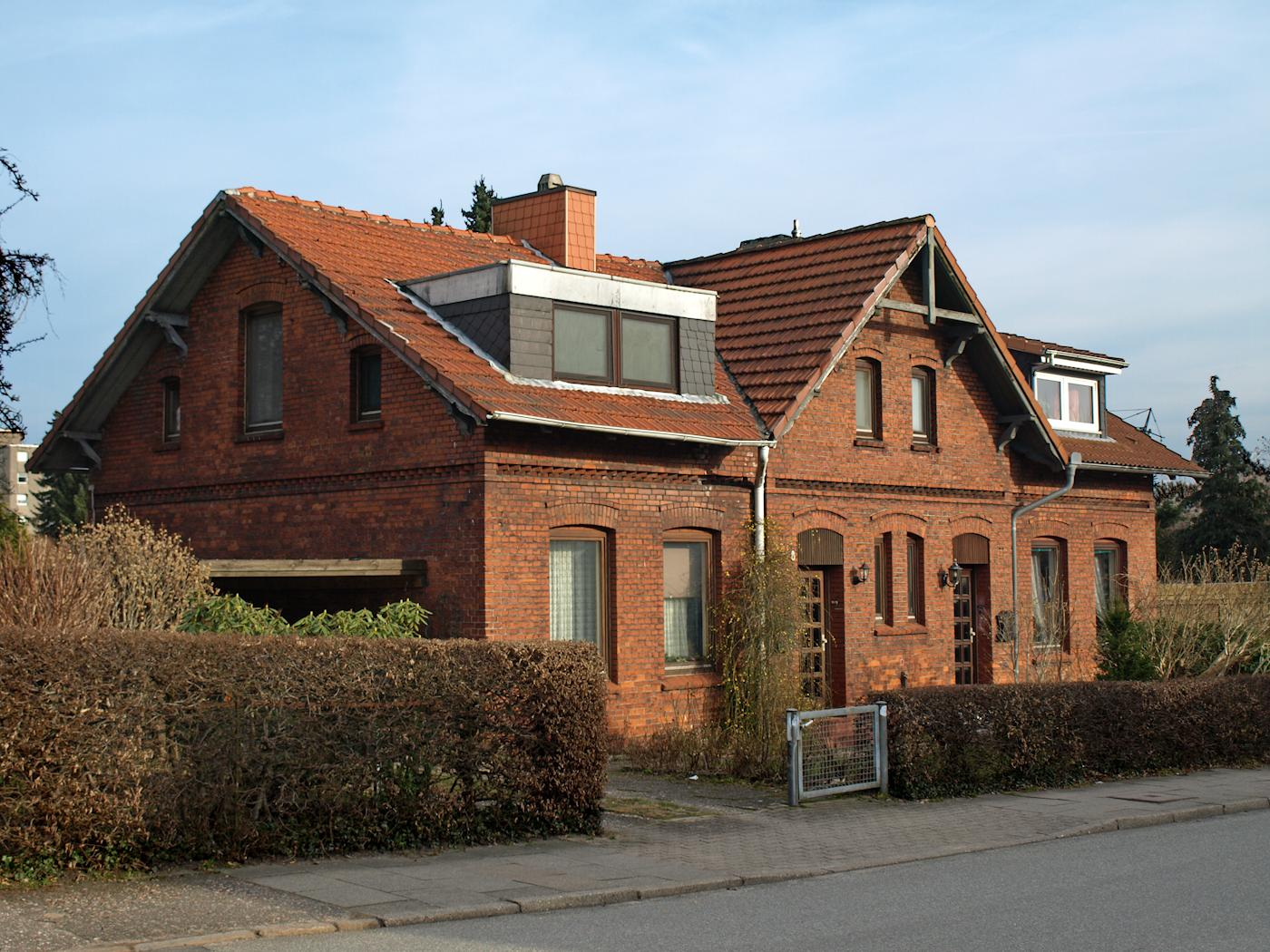
Doppelhaus an der Ottostraße
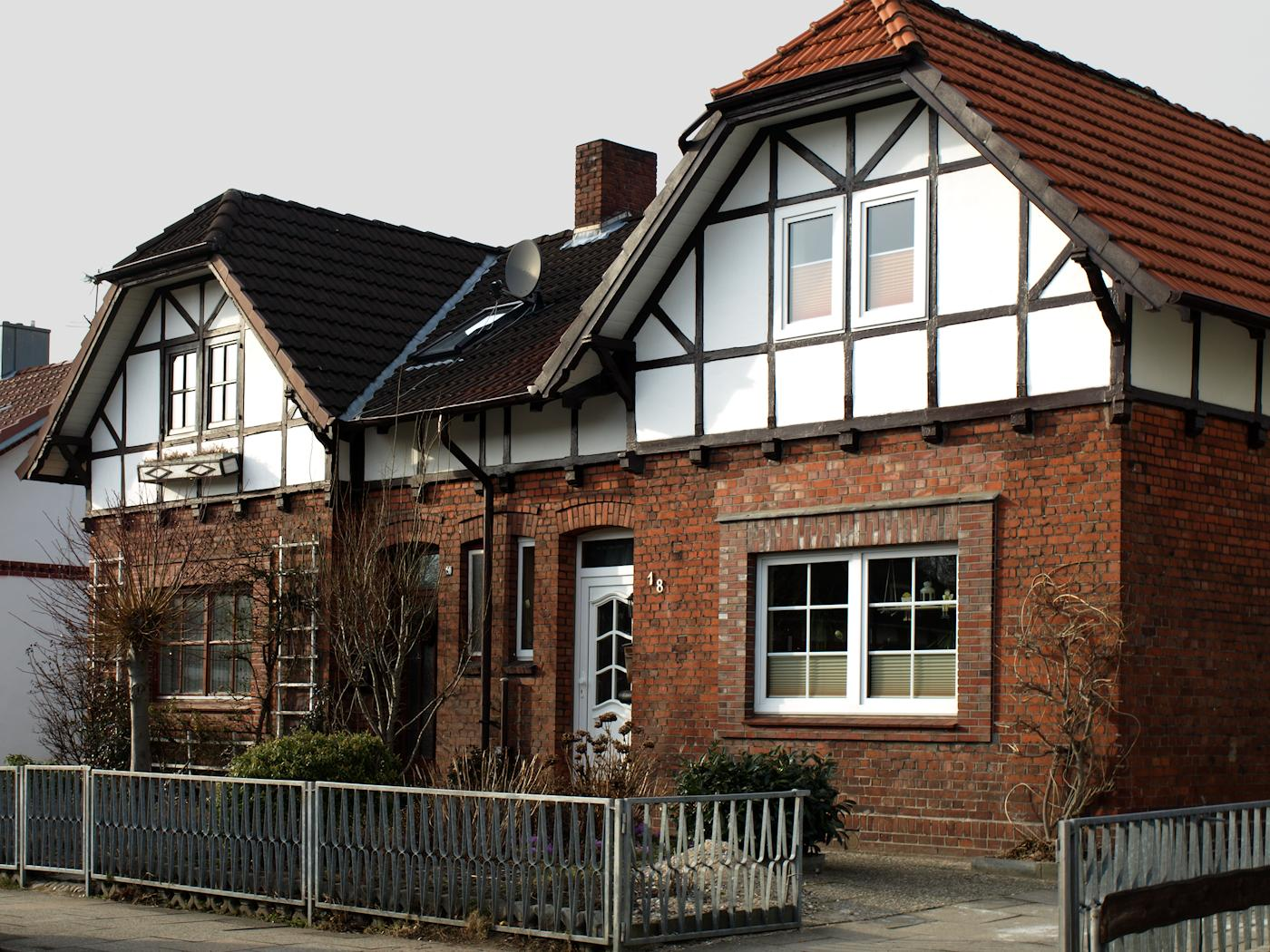
Doppelhaus an der Hermanstraße